# Football aux Jeux de la Lusophonie
Le football est une discipline aux Jeux de la Lusophonie présente depuis la première édition des Jeux des Lusophonie 2006 à Macao. Il existe seulement une épreuve masculine.
Les pays lusophones sont membres de la communauté des pays de langue portugaise (en portugais : Comunidade dos Países de Língua Portuguesa).

## Palmarès
Le tableau suivant retrace pour chaque édition de la compétition le palmarès du tournoi et la nation hôte.
| 2006 | Taipa, Macau       | Portugal | 2 - 0              | Angola     | Cap-Vert  | 1 - 0              | Mozambique |
| 2009 | Lisbonne, Portugal | Cap-Vert | Format championnat | Portugal   | Angola    | Format championnat | Mozambique |
| 2014 | Goa, Inde          | Inde     | 3 - 2              | Mozambique | Sri Lanka | 3 - 0              | Macao      |
| 2017 | Maputo, Mozambique |          | -                  |            |           | -                  |            |
| 2021 | Luanda, Angola     |          | -                  |            |           | -                  |            |

## Tableau des médailles
| Rang | Nation               | Or | Argent | Bronze | Total |
| ---- | -------------------- | -- | ------ | ------ | ----- |
| 1    | Portugal             | 1  | 1      | 0      | 2     |
| 2    | Cap-Vert             | 1  | 0      | 1      | 2     |
| 3    | Inde                 | 1  | 0      | 0      | 1     |
| 4    | Angola               | 0  | 1      | 1      | 2     |
| 5    | Mozambique           | 0  | 1      | 0      | 1     |
| 6    | Sri Lanka            | 0  | 0      | 1      | 1     |
| -    | Macao                | 0  | 0      | 0      | 0     |
| -    | Sao Tomé-et-Principe | 0  | 0      | 0      | 0     |
| -    | Timor oriental       | 0  | 0      | 0      | 0     |
| -    | Guinée-Bissau        | 0  | 0      | 0      | 0     |
| -    | Brésil               | 0  | 0      | 0      | 0     |
| -    | Guinée équatoriale   | 0  | 0      | 0      | 0     |